# Daichi Miura/Diskografie
Diese Diskografie ist eine Übersicht über die musikalischen Werke des japanischen Sängers Daichi Miura. Den Schallplattenauszeichnungen zufolge hat er bisher mehr als 650.000 Tonträger verkauft. Seine erfolgreichste Veröffentlichung ist die Single Excite mit über 200.000 verkauften Einheiten.

## Alben

### Studioalben
| Jahr | Titel                     | Höchstplatzierung, Gesamtwochen, AuszeichnungChartsChartplatzierungen (Jahr, Titel, Platzierungen, Wochen, Auszeichnungen, Anmerkungen) | Anmerkungen                                                   |
| Jahr | Titel                     | JP | Anmerkungen                                                   |
| ---- | ------------------------- | --- | ------------------------------------------------------------- |
| 2006 | D-Rock with U             | JP18 (4 Wo.)JP | Erstveröffentlichung: 25. Januar 2006 Verkäufe JP: + 12.815   |
| 2009 | Who’s the Man             | JP27 (4 Wo.)JP | Erstveröffentlichung: 16. September 2009 Verkäufe JP: + 5.604 |
| 2011 | D.M.                      | JP7 (7 Wo.)JP | Erstveröffentlichung: 30. November 2011 Verkäufe JP: + 25.776 |
| 2013 | The Entertainer           | JP5 (7 Wo.)JP | Erstveröffentlichung: 20. November 2013 Verkäufe JP: + 34.868 |
| 2015 | Fever                     | JP3 (9 Wo.)JP | Erstveröffentlichung: 2. September 2015 Verkäufe JP: + 24.713 |
| 2017 | Hit                       | JP4 (41 Wo.)JP | Erstveröffentlichung: 22. März 2017 Verkäufe JP: + 50.087     |
| 2018 | Kyūtai (球体) Eine Sphäre | JP5 (11 Wo.)JP | Erstveröffentlichung: 11. Juli 2018 Verkäufe JP: + 22.260     |
| 2024 | Over                      | JP6 (7 Wo.)JP | Erstveröffentlichung: 14. Februar 2024                        |

### Kompilationen
| Jahr | Titel | Höchstplatzierung, Gesamtwochen, AuszeichnungChartsChartplatzierungen (Jahr, Titel, Platzierungen, Wochen, Auszeichnungen, Anmerkungen) | Anmerkungen                                               |
| Jahr | Titel | JP | Anmerkungen                                               |
| ---- | --- | --- | --------------------------------------------------------- |
| 2016 | DJ Daishizen Presents Daichi Miura Non Stop DJ Mix (DJ 大自然 Presents 三浦大知 Non Stop DJ Mix)             | — | Erstveröffentlichung: 17. Februar 2016                    |
| 2018 | Best | JP1 Gold · (35 Wo.)JP | Erstveröffentlichung: 7. März 2018 Verkäufe JP: + 106.612 |
| 2020 | DJ Daishizen Presents Daichi Miura Non Stop DJ Mix Vol.2 (DJ 大自然 Presents 三浦大知 Non Stop DJ Mix Vol.2) | JP18 (7 Wo.)JP | Erstveröffentlichung: 18. März 2020                       |

### EPs
| Jahr | Titel     | Höchstplatzierung, Gesamtwochen, AuszeichnungChartsChartplatzierungen (Jahr, Titel, Platzierungen, Wochen, Auszeichnungen, Anmerkungen) | Anmerkungen                         |
| Jahr | Titel     | JP | Anmerkungen                         |
| ---- | --------- | --- | ----------------------------------- |
| 2014 | Covers EP | — | Erstveröffentlichung: 14. März 2014 |

## Singles
| Jahr | Titel Album | Höchstplatzierung, Gesamtwochen, AuszeichnungChartsChartplatzierungen (Jahr, Titel, Album, Platzierungen, Wochen, Auszeichnungen, Anmerkungen) | Anmerkungen                                                                            |
| Jahr | Titel Album | JP | Anmerkungen                                                                            |
| ---- | --- | --- | -------------------------------------------------------------------------------------- |
| 1999 | Big Heart – | — | Erstveröffentlichung: 19. Mai 1999                                                     |
| 2005 | Keep It Goin’ On D-Rock with U | JP14 (10 Wo.)JP | Erstveröffentlichung: 30. März 2005 Verkäufe JP: + 24.542                              |
| 2005 | Free Style D-Rock with U | JP19 (4 Wo.)JP | Erstveröffentlichung: 1. Juni 2005 Verkäufe JP: + 15.102                               |
| 2005 | Southern Cross D-Rock with U | JP34 (3 Wo.)JP | Erstveröffentlichung: 12. Oktober 2005 Verkäufe JP: + 3.061                            |
| 2006 | No Limit D-Rock with U | JP29 (3 Wo.)JP | Erstveröffentlichung: 11. Januar 2006 Verkäufe JP: + 2.714 mit Utamaru (aus Rhymester) |
| 2007 | Flag Who’s The Man | JP62 (1 Wo.)JP | Erstveröffentlichung: 18. Juli 2007                                                    |
| 2007 | Everlasting Love 2007 – | — | Erstveröffentlichung: 18. Juli 2007                                                    |
| 2008 | Inside Your Head Who’s The Man | JP48 (2 Wo.)JP | Erstveröffentlichung: 23. Juli 2008 Verkäufe JP: + 2.291                               |
| 2009 | Your Love Who’s The Man | JP20 (5 Wo.)JP | Erstveröffentlichung: 11. Februar 2009 Verkäufe JP: + 3.800; mit Kreva                 |
| 2009 | Delete My Memories Who’s The Man | JP36 (2 Wo.)JP | Erstveröffentlichung: 20. Mai 2009 Verkäufe JP: + 3.414                                |
| 2010 | The Answer D.M. | JP24 (3 Wo.)JP | Erstveröffentlichung: 18. August 2010 Verkäufe JP: + 6.601                             |
| 2010 | Lullaby D.M. | JP16 (4 Wo.)JP | Erstveröffentlichung: 15. Dezember 2010 Verkäufe JP: + 6.767                           |
| 2011 | Turn Off the Light D.M. | JP16 (4 Wo.)JP | Erstveröffentlichung: 24. August 2011 Verkäufe JP: + 8.114                             |
| 2012 | Two Hearts The Entertainer | JP9 (6 Wo.)JP | Erstveröffentlichung: 2. Mai 2012 Verkäufe JP: + 20.167                                |
| 2012 | Dream On – | JP31 (2 Wo.)JP | Erstveröffentlichung: 16. Mai 2012 Verkäufe JP: + 3.209; mit Miho Fukuhara             |
| 2012 | Elevator – | — | Erstveröffentlichung: 29. August 2012                                                  |
| 2012 | Right Now / Voice The Entertainer | JP7 (4 Wo.)JP | Erstveröffentlichung: 12. Dezember 2012 Verkäufe JP: + 23.702                          |
| 2013 | Half of You – | — | Erstveröffentlichung: 20. Februar 2013                                                 |
| 2013 | Go for It The Entertainer | JP8 (7 Wo.)JP | Erstveröffentlichung: 10. Juli 2013 Verkäufe JP: + 24.095                              |
| 2014 | Anchor Fever | JP7 (7 Wo.)JP | Erstveröffentlichung: 5. März 2014 Verkäufe JP: + 18.329                               |
| 2014 | Furueau Dake de: Always with You / It’s the Right Time (ふれあうだけで ~Always with you~ / It’s The Right Time) Nur interagieren Fever | JP6 Gold (Digital) · (7 Wo.)JP | Erstveröffentlichung: 3. Dezember 2014 Verkäufe JP: + 100.000                          |
| 2015 | Unlock Fever | JP8 (5 Wo.)JP | Erstveröffentlichung: 25. Februar 2015 Verkäufe JP: + 13.271                           |
| 2015 | Music Fever | JP11 (5 Wo.)JP | Erstveröffentlichung: 17. Juni 2015 Verkäufe JP: + 15.702                              |
| 2016 | Cry & Fight Hit | JP9 (8 Wo.)JP | Erstveröffentlichung: 30. März 2016 Verkäufe JP: + 15.990                              |
| 2016 | (Re)play Hit | JP10 Gold (Digital) · (5 Wo.)JP | Erstveröffentlichung: 23. November 2016 Verkäufe JP: + 100.000                         |
| 2017 | Excite Hit | JP1 Platin (Digital) + Gold (Streaming) · (18 Wo.)JP                                                                                           | Erstveröffentlichung: 18. Januar 2017 Verkäufe JP: + 250.000                           |
| 2017 | U Best | JP8 (6 Wo.)JP | Erstveröffentlichung: 2. August 2017 Verkäufe JP: + 15.323                             |
| 2018 | Heart Up (ハートアップ) – | JP23 (5 Wo.)JP | Erstveröffentlichung: 14. Februar 2018 Verkäufe JP: + 7.915; mit Ayaka                 |
| 2018 | Be Myself – | JP12 (7 Wo.)JP | Erstveröffentlichung: 22. August 2018 Verkäufe JP: + 14.759                            |
| 2018 | Blizzard – | JP4 Gold (Digital) · (13 Wo.)JP | Erstveröffentlichung: 19. Dezember 2018 Verkäufe JP: + 100.000                         |
| 2019 | Katasumi / Corner (片隅 / Corner) Ecke –                                                                                               | JP12 (4 Wo.)JP | Erstveröffentlichung: 12. Juni 2019 Verkäufe JP: + 9.779                               |
| 2020 | I’m Here – | JP6 (11 Wo.)JP | Erstveröffentlichung: 15. Januar 2020 Verkäufe JP: + 18.340                            |
| 2020 | Antelope – | JP3 (7 Wo.)JP | Erstveröffentlichung: 11. November 2020 Verkäufe JP: + 11.516                          |
| 2021 | Backwards – | JP7 (5 Wo.)JP | Erstveröffentlichung: 21. April 2021 Verkäufe JP: + 9.655                              |
| 2022 | San San – | JP10 (20 Wo.)JP | Erstveröffentlichung: 8. Juni 2022                                                     |

## Videoalben und Musikvideos

### Videoalben
| Jahr | Titel                                                                        | Höchstplatzierung, Gesamtwochen, AuszeichnungChartsChartplatzierungen (Jahr, Titel, Platzierungen, Wochen, Auszeichnungen, Anmerkungen) | Anmerkungen                                                   |
| Jahr | Titel                                                                        | JP | Anmerkungen                                                   |
| ---- | ---------------------------------------------------------------------------- | --- | ------------------------------------------------------------- |
| 2006 | D-Rock With U: Daichi Miura Live Chapter 2 @ Shibuya-Ax                      | JP62 (1 Wo.)JP | Erstveröffentlichung: 29. März 2006                           |
| 2009 | Daichi Miura Live 2009: Encore of Our Love                                   | JP29 (2 Wo.)JP | Erstveröffentlichung: 16. September 2009                      |
| 2011 | Daichi Miura Live Tour 2010: Gravity                                         | JP17 (6 Wo.)JP | Erstveröffentlichung: 25. Mai 2011                            |
| 2012 | Daichi Miura Live Tour 2011: Synesthesia                                     | JP9 (4 Wo.)JP | Erstveröffentlichung: 22. Februar 2012                        |
| 2012 | Daichi Miura Live 2012: D.M. in Budokan                                      | JP10 (4 Wo.)JP | Erstveröffentlichung: 22. August 2012                         |
| 2013 | Daichi Miura: Extime Tour 2012                                               | JP7 (4 Wo.)JP | Erstveröffentlichung: 16. Januar 2013                         |
| 2013 | Choreo Chronicle 2008–2011 Plus                                              | JP23 (3 Wo.)JP | Erstveröffentlichung: 20. März 2013 Verkäufe JP: + 7.596      |
| 2014 | Daichi Miura Live Tour 2013: Door to the Unknown                             | JP13 (3 Wo.)JP | Erstveröffentlichung: 29. Januar 2014                         |
| 2014 | Daichi Miura Live Tour 2014: The Entertainer                                 | JP4 (4 Wo.)JP | Erstveröffentlichung: 1. Oktober 2014 Verkäufe JP: + 10.638   |
| 2015 | Choreo Chronicle 2012–2015 Plus                                              | JP13 (5 Wo.)JP | Erstveröffentlichung: 16. Dezember 2015                       |
| 2016 | Daichi Miura Live Tour 2015: Fever                                           | JP8 (3 Wo.)JP | Erstveröffentlichung: 10. Februar 2016 Verkäufe JP: + 8.133   |
| 2017 | Daichi Miura Live Tour 2016 (Re)play                                         | JP10 (27 Wo.)JP | Erstveröffentlichung: 22. März 2017 Verkäufe JP: + 16.125     |
| 2017 | Live Chronicle 2005–2017                                                     | JP5 (16 Wo.)JP | Erstveröffentlichung: 27. Dezember 2017 Verkäufe JP: + 19.441 |
| 2018 | Daichi Miura Best Hit Tour in Japan Budokan                                  | JP6 (9 Wo.)JP | Erstveröffentlichung: 27. Juni 2018                           |
| 2019 | Daichi Miura Live Tour One End in Osaka-Jo Hall                              | JP2 (6 Wo.)JP | Erstveröffentlichung: 12. Juni 2019                           |
| 2020 | Daichi Miura Live Colorless / The Choice is                                  | JP7 (4 Wo.)JP | Erstveröffentlichung: 23. Dezember 2020                       |
| 2022 | Choreo Chronicle 2016–2021 Plus                                              | JP4 (5 Wo.)JP | Erstveröffentlichung: 26. Januar 2022                         |
| 2023 | Daichi Miura Documentary 2019–2023 + Single Collection 2018–2023 “Color___S” | JP8 (7 Wo.)JP | Erstveröffentlichung: 26. April 2023                          |
| 2024 | Daichi Miura Arena Live 2024 + Live Tour 2023「Over」                        | JP3 (5 Wo.)JP | Erstveröffentlichung: 28. August 2024                         |

### Musikvideos
1. Keep It Goin’ On
2. Free Style
3. Southern Cross
4. Flag
5. Inside Your Head
6. Delete My Memories
7. Who’s the Man
8. The Answer
9. Lullaby
10. Turn Off the Light
11. Black Hole
12. Two Hearts
13. Right Now
14. Go for It
15. I’m on Fire
16. Listen to My Heartbeat
17. Can You See Our Flag Wavin’ in the Sky?
18. Furueau Dake de: Always with You (ふれあうだけで)
19. Unlock
20. Music
21. Sing Out Loud
22. Cry & Fight
23. (Re)play
24. Excite
25. Darkest Before Dawn
26. U
27. Futsū no Konya no Koto wo: Let Tonight Be Forever Remembered
28. Dive!
29. Be Myself
30. Blizzard

- Zusammenarbeiten

1. No Limit (feat. Utamaru)
2. Your Love (feat. Kreva)
3. Stop!! (feat. Chiharu)
4. Possibility (feat. BoA)
5. Dream On (feat. Miho Fukuhara)
6. Zensoku Ryoku (feat. Kreva)
7. Dancing with My Fingers (feat. Miyavi)
8. Heart Up (feat. Ayaka)

- Alternative Versionen

1. Inside Your Head (No Edit Version feat. Choreography)
2. Delete My Memories (Another Version feat. Dance)
3. Drama (Studio Dance Session)
4. Turn Off the Light (No Edit Version feat. Choreography)
5. Lullaby: Studio Live Version
6. Shout It: Live Edition
7. The Answer: Dance Edition (Music Video Another Version)
8. Black Hole (Dance Session)
9. Elevator (Dance Session)
10. Right Now (Dance Rehearsal)
11. Twinkle Shiny Star (Choreo Video)
12. Good Sign (Choreo Video)
13. Bring It Down (Choreo Video)
14. It’s the Right Time (Choreo Video)
15. Unlock (Choreo Video)
16. Unlock (Choreo Video mit Koharu Sugawara)
17. Music (Bird’s Eye View Version)
18. I Remember (Choreo Video)
19. Fever (Choreo Video)
20. Make Us Do (Choreo Video)
21. Look What You Did to Me (Choreo Video)
22. Complex (Choreo Video)

## Lieder
Geordnet nach Veröffentlichung
1. Big Heart
2. Perfect World
3. Keep It Goin’ On
4. You’ll Be Mine
5. Free Style
6. Be Shining
7. Southern Cross
8. One Step Closer
9. Gin no Namida (銀の涙)
10. I-N-G
11. Make It Happen
12. Open Your Heart
13. Knock Knock Knock
14. Word!
15. Stay
16. Bad Day
17. 17 Ways
18. Flag
19. Super Star
20. Everlasting Love 2007
21. Wishing on a Groove
22. Special Story
23. Inside Your Head
24. Magic
25. Spotlight
26. Delete My Memories
27. Damn
28. Who’s the Man
29. Stay with Me
30. Baby Be Mine
31. Crazy
32. Shine
33. Hypnotize
34. You & Me
35. The Answer
36. Gotta Make You Mine
37. Lullaby
38. Drama
39. Touch Me
40. Turn Off the Light
41. Wakare no Bell (別れのベル)
42. After the Rain
43. Black Hole
44. Illusion Show
45. Love Is like a Bass Line
46. Only You
47. 4am
48. Run Way
49. Shout It
50. Magic Word
51. Two Hearts
52. Burning Weakness
53. Elevator
54. Right Now
55. Voice
56. Far Away
57. Half of You
58. Go for It
59. Twinkle Shiny Star
60. Can You See Our Flag Wavin’ in the Sky?
61. Spellbound
62. Baby Just Time
63. Chocolate
64. Gotta Be You
65. Blow You Away!
66. Listen to My Heartbeat
67. All Converge on “The One”
68. Anchor
69. Get Up
70. Good Sign
71. Bring It Down
72. Furueau Dake de: Always with You (ふれあうだけで)
73. It’s the Right Time
74. Unlock
75. Wanna Give It to You
76. My Day
77. Music
78. 101
79. I Remember
80. Sing Out Loud
81. Fever
82. Welcome!
83. Make Us Do
84. One Shot
85. Color Me Blue
86. Supa Dupa Paper Plane
87. Testify
88. Cry & Fight
89. Yes & No
90. Forever & Always
91. Excite
92. (Re)play
93. Look What You Did
94. Daydream
95. Darkest Before Dawn
96. Neon Dive
97. Body Kills
98. Darkroom
99. Can’t Stop Won’t Stop Loving You
100. Star
101. Daremo ga Dancer (誰もがダンサー)
102. Hang in There
103. U
104. Complex
105. Life Is Beautiful
106. Futsū no Konya no Koto wo: Let Tonight Be Forever Remembered (普通の今夜のことを)
107. Dive!
108. Joshi (序詞)
109. Enkan (円環)
110. Garasubin (硝子壜)
111. Iki (閾)
112. Tansuigyo (淡水魚)
113. Telepathy (テレパシー)
114. Hikōsen (飛行船)
115. Taigan no Okite (対岸の掟)
116. Fukuro (嚢)
117. Hōshi (胞子)
118. Yūgatō (誘蛾灯)
119. Tekka (綴化)
120. Crater (クレーター)
121. Dokuhaku (独白)
122. Sekai (世界)
123. Asa ga Kuru Node wa Naku, Yogaakeru Dake (朝が来るのではなく、夜が明けるだけ)
124. Okaeri (おかえり)
125. Be Myself
126. Perfect Day Off
127. Breathless
128. Blizzard
129. Katasumi (片隅)
130. Corner
131. Colorless
132. I’m Here
133. Nothing Is All
134. Yours
135. Antelope
136. Not Today
137. Backwards
138. About You
139. Spacewalk
140. Didn’t Know

- Cover

1. When She Loved Me (original von Sarah McLachlan)
2. Human Nature (original von Michael Jackson)
3. Can’t Help Falling in Love (original von Elvis Presley)
4. True Colors (original von Cyndi Lauper)
5. It Will Rain (original von Bruno Mars)
6. To Make You Feel My Love (original von Adele)
7. Ribbon in the Sky (original von Stevie Wonder)
8. Can You Feel the Love Tonight (original von Der König der Löwen)

- Zusammenarbeiten

1. No Limit (mit Utamaru)
2. Your Love (mit Kreva)
3. Stop!! (mit Chiharu)
4. Hot Musik (mit Coma-Chi)
5. Magic Remix (mit Kreva)
6. Possibility (mit BoA)
7. Shinkirou (mit Kreva)
8. Toshishita no Kimi ni (年下の君に) (mit Sowelu)
9. First Sight (mit Lecca)
10. Netsu Yoru (熱帯夜) (mit Sugar Shack Family)
11. Hope (als Mitglied der Gruppe Hope)
12. Dream On (mit Miho Fukuhara)
13. Holiday (mit DJ Deckstream)
14. Zensoku Ryoku (mit Kreva)
15. Supernova (mit Kaoru Kurosawa)
16. Kagayaku Mirai (輝く未来) (mit May J.)
17. I See the Light (mit May J.)
18. Rise Up (mit Soil & "Pimp"Sessions)
19. Your Days (mit S**t Kingz)
20. Dancing with My Fingers (mit Miyavi)
21. Namida (mit Chiharu)
22. Hajimari (mit Chiharu)
23. Heart Up (mit Ayaka)
24. Comrade (mit Soil & "Pimp"Sessions)
25. Rain Dance (mit Miyavi & Kreva)
26. Fall in Love Again (mit Kreva)

- Übergänge

1. I’m Back: The Theme of D-Rock with U
2. Interlude
3. Ascertain

## Statistik

### Chartauswertung
|                     | JP     |
| ------------------- | ------ |
| Nummer-eins-Alben   | JP1JP  |
| Top-10-Alben        | JP7JP  |
| Alben in den Charts | JP10JP |

|                       | JP     |
| --------------------- | ------ |
| Nummer-eins-Singles   | JP1JP  |
| Top-10-Singles        | JP15JP |
| Singles in den Charts | JP31JP |

|                          | JP     |
| ------------------------ | ------ |
| Nummer-eins-Videoalben   | JP—JP  |
| Top-10-Videoalben        | JP13JP |
| Videoalben in den Charts | JP19JP |

### Auszeichnungen für Musikverkäufe
Anmerkung: Auszeichnungen in Ländern aus den Charttabellen bzw. Chartboxen sind in ebendiesen zu finden.
| Land/RegionAuszeichnungen für Musikverkäufe (Land/Region, Auszeichnungen, Verkäufe, Quellen) | Gold     | Platin  | Verkäufe | Quellen        |
| -------------------------------------------------------------------------------------------- | -------- | ------- | -------- | -------------- |
| Japan (RIAJ)                                                                                 | 5× Gold5 | Platin1 | 650.000  | riaj.or.jp JP2 |
| Insgesamt                                                                                    | 5× Gold5 | Platin1 |          |                |